# Universitas 21
Pour les articles homonymes, voir Universitas.
Universitas 21 est un réseau international d'universités axées sur la recherche, dont le but est d'être un « point de référence international et une ressource pour la pensée stratégique sur des sujets globalement significatifs ». Au total, il y a 600 000 étudiants et 80 000 chercheurs associés avec ces universités, en plus d'au-delà de 2 millions de diplômés.
Fondé en 1997, Universitas 21 compte actuellement 20 universités membres dans 12 pays et territoires. 

## Institutions membres

### Amérique du Nord
- Université McGill (Montréal, Québec, Canada)
- Université de la Colombie-Britannique (Vancouver, Colombie-Britannique, Canada)
- Université de Virginie (Charlottesville, Virginie, États-Unis d'Amérique)
- Instituto Tecnológico y de Estudios Superiores de Monterrey (Monterrey, Nuevo Leon, Mexique)

### Europe
- University College of Dublin (Dublin, Irlande)
- Université de Lund (Lund, Skåne, Suède)
- Université de Birmingham (Birmingham, Angleterre, Royaume-Uni)
- Université d'Édimbourg (Édimbourg, Écosse, Royaume-Uni)
- Université de Glasgow (Glasgow, Écosse, Royaume-Uni)
- Université de Nottingham (Nottingham, Angleterre, Royaume-Uni)

### Est de l’Asie
- Université Waseda (Tōkyō, Japon)
- Université nationale de Singapour (Singapour)
- Université Jiao Tong de Shanghai (Shanghai, Chine)
- Université Fudan (Shanghai, Chine)
- Université Goryeo (Korea University) (Séoul, Corée du Sud)
- Université de Hong Kong (Hong Kong, Chine)

### Australie et Nouvelle-Zélande
- Université d'Auckland (Auckland, Nouvelle-Zélande)
- Université du Queensland (Brisbane, Queensland, Australie)
- Université de Melbourne (Melbourne, Victoria, Australie)
- Université de Nouvelle-Galles-du-Sud (Sydney, Nouvelle-Galles du Sud, Australie)